# NK Primorje
El Nogometni Klub Primorje Ajdovščina fue un club de fútbol esloveno de la localidad de Ajdovščina. Fue fundado en 1924 y jugó su última temporada en la Segunda División de Eslovenia.
Luego de la desaparición del club original, en 2011 nació una nueva entidad que la reemplazaría, ésta sería el ND Primorje.

## Participación en competiciones europeas
| Temporada | Competición      | Ronda            | Club                  | Cómputo global | Ida     | Vuelta     |
| --------- | ---------------- | ---------------- | --------------------- | -------------- | ------- | ---------- |
| 1997/98   | Recopa de Europa | Clasificatoria   | Union Luxemburg       | 3-0            | 2-0 (C) | 1-0 (F)    |
|           |                  | 1R               | AIK Fotboll           | 2-1            | 1-0 (F) | 1-1 nv (C) |
|           |                  | 1/8              | Roda JC               | 0-6            | 0-2 (C) | 0-4 (F)    |
| 2000      | Intertoto Cup    | 1R               | KVC Westerlo          | 11-0           | 5-0 (C) | 6-0 (F)    |
|           |                  | 2R               | Zenit San Petersburgo | 1-6            | 0-3 (F) | 1-3 (C)    |
| 2002/03   | UEFA Cup         | Clasificatoria   | Zvartnots Erevan      | 6-3            | 6-1 (C) | 0-2 (F)    |
|           |                  | 1R               | Wisła Kraków          | 1-8            | 0-2 (C) | 1-6 (F)    |
| 2004/05   | UEFA Cup         | Clasificatoria 1 | Marsaxlokk FC         | 3-0            | 1-0 (F) | 2-0 (C)    |
|           |                  | Clasificatoria 2 | GNK Dinamo Zagreb     | 2-4            | 0-4 (F) | 2-0 (C)    |